# Nothobranchiidae
Famille
Les Nothobranchiidae sont une famille de poissons cyprinodontiformes. Cette famille est reconnue par Fishes of the World, 4e édition (2006), mais ne l'était pas dans la version précédente de cette classification (1994). Auparavant ses genres étaient placés dans la famille Aplocheilidae et la sous-famille Aplocheilinae.

## Liste des genres
Selon World Register of Marine Species (29 novembre 2023) :
- Aphyoplatys Clausen, 1967
- Aphyosemion Myers, 1924
- Archiaphyosemion Radda, 1977
- Callopanchax Myers, 1933
- Chromaphyosemion Radda, 1971
- Diapteron Huber & Seegers, 1977
- Epiplatys Gill, 1862
- Episemion Radda & Pürzl, 1987
- Fenerbahce Özdikmen, Polat, Yilmaz & Yazicioglu, 2006
- Foerschichthys Scheel & Romand, 1981
- Fundulopanchax Myers, 1924
- Fundulosoma Ahl, 1924
- Mesoaphyosemion Radda, 1977
- Nimbapanchax Sonnenberg & Busch, 2009
- Nothobranchius Peters, 1868
- Pronothobranchius Radda, 1969
- Raddaella Huber, 1977
- Scriptaphyosemion Radda & Pürzl, 1987

## Classification
Le nom valide complet (avec auteur) de ce taxon est Nothobranchiidae Garman, 1895.